# تقانة عصر النهضة

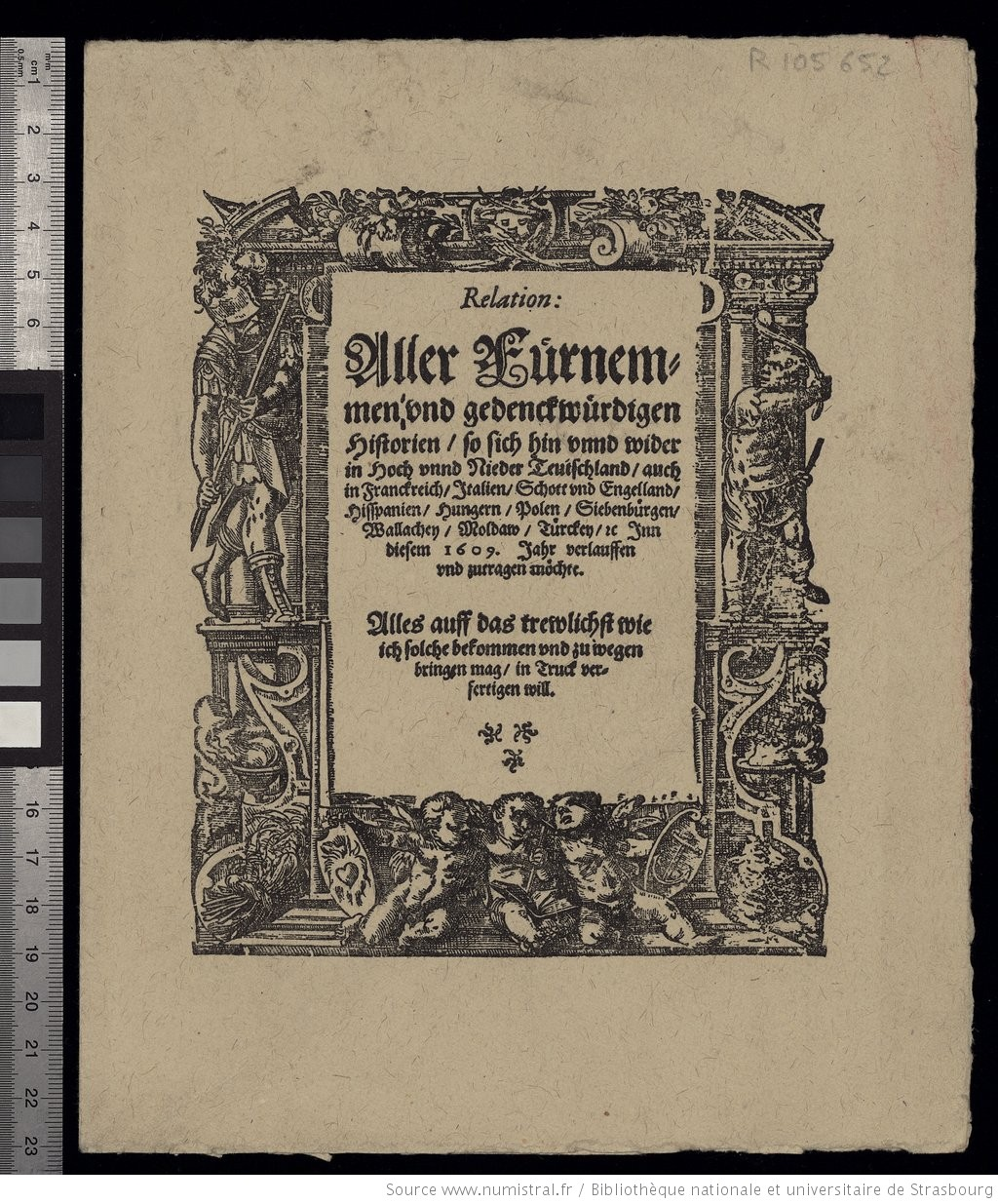

تكنولوجيا عصر النهضة هي مجموعة من الأدوات والاختراعات الأوروبية التي انتشرت خلال فترة عصر النهضة، تقريبًا من القرن الرابع عشر وحتى القرن السادس عشر. تميزت هذه الحقبة بالتطورات الفنية مثل آلة الطباعة والرسم المنظوري الخطي وقانون براءات الاختراع والأقبية ثنائية القشرة والقلاع ذات الزوايا المحصنة. تقدم كراسات الرسم للحرفيين في هذه الفترة (تاكولا وليوناردو دا فينشي مثلًا) لمحة عميقة عن التقنيات الميكانيكية المعروفة والمطبقة آنذاك.
ولدت علوم عصر النهضة الثورة العلمية، وبدأ العلم والتكنولوجيا دورة من التقدم المتبادل.

## أواخر القرن الرابع عشر
من التقنيات الشائعة القربينة والمسكيت.

## القرن الخامس عشر
كانت التقنيات التي تطورت في أوروبا خلال النصف الثاني من القرن الخامس عشر مرتبطة بشكل شائع بسلطات العصر، مع وجود سمة رئيسية في فكر النهضة: التنافس بين الحداثة والقِدم. كانت ثلاثة اختراعات على وجه الخصوص -آلات الطباعة والأسلحة النارية والبوصلة البحرية- تعد في الواقع دليلًا على أن المحدّثين لم ينافسوا القدماء فحسب، بل وتفوقوا عليهم، لأن هذه الاختراعات الثلاثة سمحت للناس في العصر الحديث بالتواصل وممارسة السلطة، وأخيرًا السفر لمسافات لم تكن ممكنة في أوقات سابقة.

### المرفق وذراع التوصيل
تعد آليات المرفق وذراع التوصيل التي تحول الحركة الدائرية إلى حركة ترددية ذات أهمية قصوى لأتمتة إجراءات العمل؛ أُثبت ذلك لأول مرة في المناشير الرومانية التي تعمل بالطاقة المائية. خلال عصر النهضة، تنوع استخدامها بدرجة كبيرة وصُقلت ميكانيكيًا؛ تُطبق حاليًا أذرعة التوصيل أيضًا على المرافق المركّبة المزدوجة، بينما تُستخدم الحدافة لكي تتجاوز هذه المرافق «النقطة العمياء». تظهر الأدلة الأولى على وجود هذه الآلات، من بين أشياء أخرى، في أعمال مهندسي القرن الخامس عشر المجهولين من حروب الهوسيين وتاكولا. منذ ذلك الحين، أصبحت المرافق وأذرع التوصيل جزءًا لا يتجزأ من تصميم الآلات وطُبقت بطرق مُفصلة: تصور رسومات «الآلات المصنعة والمتنوعة» لأغوستينو راميلي في عام 1588 ثمانية عشر تطبيقًا مختلفًا، وارتفع هذا الرقم في عمل «مسرح آلات جديدة» لجورج أندرياس بوكلر إلى خمسة وأربعين.

### آلة الطباعة
يُعتبر إدخال آلة الطباعة ذات نظام الحرف المتحرك من قِبل الصائغ الألماني يوهان غوتنبرغ (1398 – 1468) على نطاق واسع الحدث الأكثر أهمية في الألفية الثانية، وهي إحدى اللحظات المميزة في عصر النهضة. تُعد ثورة الطباعة التي انتشرت في جميع أنحاء أوروبا «عامل التغيير» الحديث في تحول المجتمع في العصور الوسطى.

## القرن السادس عشر

### الحوض العائم
ظهر أول وصف معروف للحوض العائم في كتاب إيطالي صغير طُبع في مدينة البندقية في عام 1560، بعنوان «وصف الآلة المصنعة». في الكتيب، يطالب مؤلف غير معروف بإذن اتباع طريقة جديدة لإنقاذ سفينة جانحة ثم يشرع في وصف منهجه وتوضيحه. يُظهر الخشيب المُتضَمن سفينة محاطة بمسندين عائمين كبيرين، يشكلان سقفًا فوق السفينة. تُسحب السفينة بمسار مستقيم باستخدام عدد من الحبال المرتبطة بالبنية الفوقية.

## أوائل القرن السابع عشر

### الصحيفة
تعد الصحيفة وليدة آلة الطباعة، واشتُق اسم الصحافة منها. شهد القرن السادس عشر طلبًا متزايدًا على المعلومات الحديثة التي لا يمكن تغطيتها بشكل كامل من قبل الأوراق الصحفية المتداولة المكتوبة بخط اليد. بغرض «توفير وقت» الذي تستهلكه عملية النسخ البطيئة، نشر يوهان كارولوس من ستراسبورغ أول صحيفة باللغة الألمانية باستخدام آلة طباعة (1605). في تتابع سريع، صدر المزيد من الصحف الألمانية في فولفنبوتل وبازل وفرانكفورت وبرلين. من عام 1618 فصاعدًا، تبنت الطابعات الهولندية الرائدة هذه الممارسة، وبدأت بتزويد السوق الإنجليزية والفرنسية بالأخبار المترجمة. بحلول منتصف القرن السابع عشر، تشير التقديرات إلى أن الصحف السياسية الأكثر شعبية وصلت إلى 250,000 قارئ في الإمبراطورية الرومانية المقدسة، أي نحو ربع السكان المتعلمين.